# توماس فلمنج داي
توماس فلمنج داي (بالإنجليزية: Thomas Fleming Day)‏ هو بحار أمريكي، ولد في 1861، وتوفي في 19 أغسطس 1927.